# Gunung Melayu
Gunung Melayu is een bestuurslaag in het regentschap Asahan van de provincie Noord-Sumatra, Indonesië. Gunung Melayu telt 1520 inwoners (volkstelling 2010).